# چس‌اینفورمنت
چس‌اینفورمنت یک انتشارات مخصوص شطرنج در بلگراد است که بیشتر به خاطر انتشار کتاب‌هایی با همین نام معروف است. این شرکت در سال ۱۹۶۶ با هدف دستیابی سایر شطرنج‌بازان جهان به اطلاعاتی که شطرنج‌بازان شوروی از آن برخوردارند، تأسیس شد. چس‌اینفورمنت در آوریل ۲۰۰۸ صدمین جلد کتاب خود را منتشر کرد و تاکنون حدود ۳ میلیون نسخه از آن‌ها در ۱۵۰ کشور به فروش رفته است. 
چس‌اینفورمنت تا سال ۱۹۹۱ دو کتاب در سال و از این سال به بعد سه کتاب در سال را منتشر کرده است. گری کاسپاروف قهرمان سابق شطرنج جهان ( ۱۹۸۱ تا ۲۰۰۰) گفته است: همه ما فرزندان چس‌اینفورمنت هستیم.
تعداد دیگری از قهرمانان شطرنج جهان همچون آناند، کرامنیک و کارپف نیز اذعان کرده‌اند که چس‌اینفورمنت یکی از منابع اصلی تمرینی آن‌هاست.